# 強RSA仮定
強RSA仮定（きょうRSAかてい）とは、暗号技術において、RSA暗号やRSA類似の暗号方式の安全性研究に使用される仮定の一つである。

## flexible RSA問題
次の問題を flexible RSA 問題（フレキシブル アールエスエイもんだい, flexible RSA problem）という：
n をRSAモジュラスとし、a を {\displaystyle Z_{n}^{*}} の元とする。
組 {\displaystyle (b,e)\in Z_{n}^{*}\times Z} で、{\displaystyle a=b^{e}{\pmod {n}}} となるものを求めよ。
文献によっては flexible RSA 問題の事を強 RSA 問題（きょうアールエスエイもんだい, strong RSA problem）と呼んでいるものもある（注：この問題は RSA 問題よりも簡単な（難しくない）ので強 RSA 問題と呼ぶのはおかしい）。

## 強RSA仮定
「flexible RSA 問題は難しい」という仮定を強RSA仮定（きょうアールエスエイかてい, strong RSA assumption）という。より正確には、以下の通り。
素数生成機 {\displaystyle G} で次を満たすものが存在する：
任意の多項式時間アルゴリズム A に対し、
{\displaystyle \mathrm {Pr} (p\gets G(1^{k}),q\gets G(1^{k}),n\gets pq,a\gets _{R}Z_{n}^{*},(b,e)\gets A(n):{a=b^{e}{\bmod {n}}\wedge e\neq 1})}
はnegligible。